# 24 Oras
24 Oras est une émission d'information philippine diffusé sur le réseau GMA Network depuis le 15 mars 2004.

## Présentateurs

### Lundi au vendredi
- Mel Tiangco (depuis 2004)
- Mike Enriquez (depuis 2004)
- Vicky Morales (depuis 2014)

### Samedi et dimanche
- Pia Arcangel (depuis 2010)
- Jiggy Manicad (depuis 2010)

### Source de la traduction
- (en) Cet article est partiellement ou en totalité issu de l’article de Wikipédia en anglais intitulé « 24 Oras » (voir la liste des auteurs).